# WCW United States Tag Team Championship
Le WCW United States Tag Team Championship (que l'on peut traduire par championnat par équipes des États-Unis de la WCW est un championnat de catch utilisé par la World Championship Wrestling. Il est créé par Jim Crockett Promotions (en), alors membre de la National Wrestling Alliance (NWA) le 28 septembre 1986 sous le nom de NWA United States Tag Team Championship (championnat par équipes des États-Unis de la NWA).

## Histoire
Le 28 septembre 1986, Jim Crockett Promotions (en) organise un tournoi pour désigner les premiers champions par équipes des États-Unis de la NWA. Les participants sont :
- Ivan Koloff et Krusher Kruschev[1]
- Nelson Royal et Tim Horner[1]
- Jimmy Garvin et Tully Blanchard[1]
- Jimmy Valiant et Manny Fernandez[1]
- Dick Murdoch et Ron Garvin[1]
- Bobby Eaton et Dennis Condrey (en)[1]
- Dusty Rhodes et Magnum T.A.[1]
- Baron von Raschke et Pez Whatley[1]
- Bobby Jaggers et Dutch Mantel[1]
- Bill Dundee (en) et Buddy Landel[1]

Le combat opposant Dick Murdoch et Ron Garvin à Bobby Eaton et Dennis Condrey (en) se termine sur une égalité et aucune équipe n'accède au tour suivant.
|  | Quarts de finale                 | Quarts de finale                 | Quarts de finale                | Quarts de finale                |                               |                               | Demi-finales | Demi-finales | Demi-finales | Demi-finales |  |  | Finale | Finale | Finale | Finale |
|  |                                  |                                  |                                 |                                 |                               |                               |              |              |              |              |  |  |        |        |        |        |
|  |                                  |                                  |                                 |                                 |                               |                               |              |              |              |              |  |  |        |        |        |        |
|  |                                  |                                  |                                 |                                 |                               |                               |              |              |              |              |  |  |        |        |        |        |
|  | Bill Dundee (en) et Buddy Landel | Bill Dundee (en) et Buddy Landel | N/A                             | N/A                             |                               |                               |              |              |              |              |  |  |        |        |        |        |
|  | Bill Dundee (en) et Buddy Landel | Bill Dundee (en) et Buddy Landel | N/A                             | N/A                             |                               |                               |              |              |              |              |  |  |        |        |        |        |
|  | Bobby Jaggers et Dutch Mantel    | Bobby Jaggers et Dutch Mantel    | N/A                             | N/A                             |                               |                               |              |              |              |              |  |  |        |        |        |        |
|  | Bobby Jaggers et Dutch Mantel    | Bobby Jaggers et Dutch Mantel    | N/A                             | N/A                             | Bobby Jaggers et Dutch Mantel | Bobby Jaggers et Dutch Mantel | N/A          | N/A          |              |              |  |  |        |        |        |        |
|  |                                  |                                  |                                 |                                 | Bobby Jaggers et Dutch Mantel | Bobby Jaggers et Dutch Mantel | N/A          | N/A          |              |              |  |  |        |        |        |        |
|  |                                  |                                  | Jimmy Garvin et Tully Blanchard | Jimmy Garvin et Tully Blanchard | N/A                           | N/A                           |              |              |              |              |  |  |        |        |        |        |
|  | Jimmy Valiant et Manny Fernandez | Jimmy Valiant et Manny Fernandez | Jimmy Garvin et Tully Blanchard | Jimmy Garvin et Tully Blanchard | N/A                           | N/A                           | N/A          | N/A          |              |              |  |  |        |        |        |        |
|  | Jimmy Valiant et Manny Fernandez | Jimmy Valiant et Manny Fernandez |                                 |                                 |                               |                               |              | N/A          |              |              |  |  |        |        |        |        |
|  | Jimmy Garvin et Tully Blanchard  | Jimmy Garvin et Tully Blanchard  | N/A                             | N/A                             |                               |                               |              |              |              |              |  |  |        |        |        |        |
|  | Jimmy Garvin et Tully Blanchard  | Jimmy Garvin et Tully Blanchard  | N/A                             | N/A                             | Bobby Jaggers et Dutch Mantel | Bobby Jaggers et Dutch Mantel | N/A          | N/A          |              |              |  |  |        |        |        |        |
|  |                                  |                                  |                                 |                                 | Bobby Jaggers et Dutch Mantel | Bobby Jaggers et Dutch Mantel | N/A          | N/A          |              |              |  |  |        |        |        |        |
|  |                                  |                                  | Ivan Koloff et Krusher Kruschev | Ivan Koloff et Krusher Kruschev | N/A                           | N/A                           |              |              |              |              |  |  |        |        |        |        |
|  | Baron von Raschke et Pez Whatley | Baron von Raschke et Pez Whatley | Ivan Koloff et Krusher Kruschev | Ivan Koloff et Krusher Kruschev | N/A                           | N/A                           | N/A          | N/A          |              |              |  |  |        |        |        |        |
|  | Baron von Raschke et Pez Whatley | Baron von Raschke et Pez Whatley |                                 |                                 |                               |                               |              |              |              |              |  |  |        |        |        |        |
|  | Dusty Rhodes et Magnum T.A.      | Dusty Rhodes et Magnum T.A.      | N/A                             | N/A                             |                               |                               |              |              |              |              |  |  |        |        |        |        |
|  | Dusty Rhodes et Magnum T.A.      | Dusty Rhodes et Magnum T.A.      | N/A                             | N/A                             | Dusty Rhodes et Magnum T.A.   | Dusty Rhodes et Magnum T.A.   | N/A          | N/A          |              |              |  |  |        |        |        |        |
|  |                                  |                                  |                                 |                                 | Dusty Rhodes et Magnum T.A.   | Dusty Rhodes et Magnum T.A.   | N/A          | N/A          |              |              |  |  |        |        |        |        |
|  |                                  |                                  | Ivan Koloff et Krusher Kruschev | Ivan Koloff et Krusher Kruschev | N/A                           | N/A                           |              |              |              |              |  |  |        |        |        |        |
|  | Ivan Koloff et Krusher Kruschev  | Ivan Koloff et Krusher Kruschev  | Ivan Koloff et Krusher Kruschev | Ivan Koloff et Krusher Kruschev | N/A                           | N/A                           | N/A          | N/A          |              |              |  |  |        |        |        |        |
|  | Ivan Koloff et Krusher Kruschev  | Ivan Koloff et Krusher Kruschev  |                                 |                                 |                               |                               |              | N/A          |              |              |  |  |        |        |        |        |
|  | Nelson Royal et Tim Horner       | Nelson Royal et Tim Horner       | N/A                             | N/A                             |                               |                               |              |              |              |              |  |  |        |        |        |        |
|  | Nelson Royal et Tim Horner       | Nelson Royal et Tim Horner       | N/A                             | N/A                             |                               |                               |              |              |              |              |  |  |        |        |        |        |
|  |                                  |                                  |                                 |                                 |                               |                               |              |              |              |              |  |  |        |        |        |        |

| #  | Champions                                    | Règne | Date              | Durée               | Lieu                              | Événement                        | Notes | Réf    |
| -- | -------------------------------------------- | ----- | ----------------- | ------------------- | --------------------------------- | -------------------------------- | --- | ------ |
| 1  | Ivan Koloff et Krusher Kruschev              | 1     | 28 septembre 1986 | 2 mois et 11 jours  | Atlanta (Géorgie)                 | House show                       | Ils battent Bobby Jaggers et Dutch Mantel en finale d'un tournoi.                                                   | [ 2 ]  |
| 2  | Barry Windham et Ron Garvin                  | 1     | 9 décembre 1986   | 3 mois et 5 jours   | Spartanburg (Caroline du Sud)     | House show                       | | [ 3 ]  |
| 3  | Dick Murdoch et Ivan Koloff (2)              | 1     | 14 mars 1987      | NC                  | Atlanta (Géorgie)                 | NWA Word Championship Wrestling  | | [ 4 ]  |
| -  | Vacant                                       | 1     | avril 1987        | NC                  | NC                                | NC                               | À la suite de la suspension de Dick Murdoch.                                                                        | [ 5 ]  |
| 4  | Bobby Eaton et Stan Lane                     | 1     | 16 mai 1987       | 11 mois et 10 jours | Atlanta (Géorgie)                 | House show                       | Ils battent Ron Garvin et Barry Windham en finale d'un tournoi.                                                     | [ 6 ]  |
| 5  | Bobby Fulton (en) et Tommy Rogers (en)       | 1     | 26 avril 1988     | 2 mois et 14 jours  | Chattanooga (Tennessee)           | House show                       | | [ 7 ]  |
| 6  | Bobby Eaton et Stan Lane                     | 2     | 10 juillet 1988   | 2 mois              | Baltimore (Maryland)              | The Great American Bash          | | [ 8 ]  |
| -  | Vacant                                       | 2     | 10 septembre 1988 | 2 mois et 27 jours  | NC                                | NC                               | Le titre est vacant car les Eaton et Lane deviennent champion du monde par équipes de la NWA.                       | [ 5 ]  |
| 7  | Bobby Fulton et Tommy Rogers                 | 2     | 7 décembre 1988   | 19 jours            | Chattanooga (Tennessee)           | Clash of the Champions 4         | | [ 9 ]  |
| 8  | Kevin Sullivan et Steve Williams             | 1     | 26 décembre 1988  | 2 mois et 2 jours   | Norfolk (Virginie)                | Starrcade                        | | [ 10 ] |
| 9  | Eddie Gilbert (en) et Rick Steiner           | 1     | 28 février 1989   | NC                  | Columbia (Caroline du Sud)        | House show                       | | [ 11 ] |
| -  | Vacant                                       | 3     | avril 1989        | NC                  | NC                                | NC                               | | [ 5 ]  |
| 10 | Flyin' Brian et The Z-Man                    | 1     | 12 février 1990   | 3 mois et 7 jours   | Gainesville (Géorgie)             | NWA Word Championship Wrestling  | Ils battent Jimmy Garvin et Michael Hayes. Diffusé le 24 février.                                                   | [ 12 ] |
| 11 | Bobby Eaton et Stan Lane                     | 3     | 19 mai 1990       | 3 mois et 5 jours   | Washington (district de Columbia) | NWA Capital Combat               | | [ 13 ] |
| 12 | The Steiner Brothers (Rick et Scott Steiner) | 1     | 24 août 1990      | 7 mois et 1 jour    | East Rutherford (New Jersey)      | NWA Word Championship Wrestling  | Le 1er janvier 1991, le championnat change de nom pour devenir le championnat par équipes des États-Unis de la WCW. | [ 14 ] |
| -  | Vacant                                       | 4     | 25 mars 1991      | 1 mois et 24 jours  | NC                                | NC                               | Le titre est vacant car The Steiner Brothers deviennent champion du monde par équipes de la NWA.                    | [ 5 ]  |
| 13 | Michael Hayes et Jimmy Garvin                | 1     | 19 mai 1991       | 2 mois et 24 jours  | St. Petersburg (Floride)          | SuperBrawl                       | Ils battent Steve Armstrong et Tracy Smothers.                                                                      | [ 15 ] |
| 14 | Todd Champion et Firebreaker Chip            | 1     | 12 août 1991      | 2 mois et 24 jours  | Gainesville (Géorgie)             | WCW World Championship Wrestling | Diffusé le 7 septembre.                                                                                             | [ 16 ] |
| 15 | Tracy Smothers et Steve Armstrong            | 1     | 5 novembre 1991   | 2 mois et 9 jours   | Gainesville (Géorgie)             | WCW Worldwide                    | | [ 17 ] |
| 16 | Ron Simmons et Big Josh                      | 1     | 14 janvier 1992   | 1 mois et 3 jours   | Columbus (Géorgie)                | WCW Main Event                   | | [ 18 ] |
| 17 | Greg Valentine et Taylor-Made Man (en)       | 1     | 17 février 1992   | 3 mois              | Rock Hill (Caroline du Sud)       | WCW Saturday Night               | | [ 19 ] |
| 18 | Michael Hayes et Jimmy Garvin                | 2     | 17 mai 1992       | 1 mois et 8 jours   | Jacksonville (Floride)            | WCW WrestleWar                   | | [ 20 ] |
| 19 | Dick Slater et The Barbarian                 | 1     | 25 juin 1992      | 1 mois et 6 jours   | Kansas City (Missouri)            | WCW Main Event                   | | [ 21 ] |
| -  | Abandonné                                    | NC    | 31 juillet 1992   | NC                  | NC                                | NC                               | | [ 5 ]  |